# Permission to Dance
«Permission to Dance» (en español: «Permiso para bailar») es una canción del grupo surcoreano BTS, lanzada el 9 de julio de 2021 a través de Big Hit y Sony Music.

## Antecedentes y lanzamiento
El 21 de mayo de 2021, BTS publicó su segundo sencillo en inglés «Butter». El tema se distribuyó inicialmente en formato digital, en casetes y como disco de vinilo de siete pulgadas. El 15 de junio, el grupo anunció el lanzamiento en CD de «Butter» junto con el de una nueva canción. El día 27 del mismo mes, Ed Sheeran reveló en una entrevista con Most Requested Live que escribió una canción para BTS. El 1 de julio, el grupo dio a conocer la lista de canciones para la publicación del CD y que el título de la nueva pista era «Permission to Dance».

## Composición
«Permission to Dance» fue escrita por Ed Sheeran, Johnny McDaid, Steve Mac y Jenna Andrews. Los dos últimos también se encargaron de la producción junto con Stephen Kirk. Big Hit inicialmente comunicó: «que [la canción] hará que tu corazón palpite al ritmo de la energía positiva de BTS».

## Recibimiento comercial
«Permission to Dance» debutó en el número uno en la Billboard Hot 100 en Estados Unidos, en la edición del 24 de julio de 2021. Vendió 140 000 copias en su primera semana de lanzamiento y obtuvo 15.9 millones de streams y 1.1 millones de impresiones en la radio. La canción reemplazó a «Butter» en el primer lugar de la lista, por lo que BTS fue el primer artista en reemplazarse a sí mismo desde que Drake lo consiguió en 2018 con «In My Feelings» y «Nice for What». El tema también fue el quinto éxito número uno del grupo en diez meses y dos semanas, lo que lo convirtió en el artista que más rápido acumuló cinco sencillos número uno desde que Michael Jackson lo hizo en 1988. Además, fue su cuarto sencillo en debutar en la cima del Hot 100 y con ello extendió su récord como el grupo con más debuts número uno (empatado con Justin Bieber y Drake, pero detrás de Ariana Grande, que tiene cinco). «Permission to Dance» también encabezó la Digital Songs, el octavo número uno de BTS, y debutó en la cima de la Billboard Hot Trending Songs, una lista impulsada por Twitter que rastrea las canciones más mencionadas en la plataforma.
En septiembre, Oricon informó que el sencillo había superado los 100 millones de streams en Japón, por lo que fue la quinta canción de BTS en  conseguirlo. Esto convirtió a la banda en el segundo artista masculino en tener cinco canciones con esa cantidad de streams en el país —Official Hige Dandism mantiene el récord, con siete.

## Reconocimientos
| Año  | Premios                 | Categoría                             | Resultado | Ref.   |
| ---- | ----------------------- | ------------------------------------- | --------- | ------ |
| 2021 | Meus Prêmios Nick       | Challenge hits del año                | Ganador   | [ 9 ]  |
| 2022 | Billboard Music Awards  | Canción más vendida                   | Nominado  | [ 10 ] |
| 2022 | Gaon Chart Music Awards | Canción del año - julio               | Ganador   | [ 11 ] |
| 2022 | Japan Gold Disc Awards  | Las 5 mejores canciones por streaming | Ganador   | [ 12 ] |

| Programa         | Cadena | Fecha                | Ref.   |
| ---------------- | ------ | -------------------- | ------ |
| Show! Music Core | MBC    | 17 de julio de 2021  | [ 13 ] |
| Inkigayo         | SBS    | 18 de julio de 2021  | [ 14 ] |
| Inkigayo         | SBS    | 8 de agosto de 2021  | [ 15 ] |
| Inkigayo         | SBS    | 15 de agosto de 2021 | [ 16 ] |
| Show Champion    | MBC M  | 21 de julio de 2021  | [ 17 ] |
| Show Champion    | MBC M  | 28 de julio de 2021  | [ 18 ] |
| Music Bank       | KBS    | 23 de julio de 2021  | [ 19 ] |
| Music Bank       | KBS    | 30 de julio de 2021  | [ 20 ] |

| Premio                  | Fecha                | Ref.   |
| ----------------------- | -------------------- | ------ |
| Weekly Popularity Award | 19 de julio de 2021  | [ 21 ] |
| Weekly Popularity Award | 26 de julio de 2021  | [ 21 ] |
| Weekly Popularity Award | 2 de agosto de 2021  | [ 21 ] |
| Weekly Popularity Award | 9 de agosto de 2021  | [ 21 ] |
| Weekly Popularity Award | 16 de agosto de 2021 | [ 21 ] |

## Lista de canciones y formatos
| Sencillo en CD |                                      |          |  |
| N.º            | Título                               | Duración |  |
| 1.             | «Butter»                             | 2:44     |  |
| 2.             | «Permission to Dance»                | 3:07     |  |
| 3.             | «Butter» (Instrumental)              | 2:42     |  |
| 4.             | «Permission to Dance» (Instrumental) | 3:07     |  |

| Digital |                                      |          |  |
| N.º     | Título                               | Duración |  |
| 1.      | «Permission to Dance»                | 3:07     |  |
| 2.      | «Permission to Dance» (R&B remix)    | 3:36     |  |
| 3.      | «Permission to Dance» (Instrumental) | 3:07     |  |

## Posicionamiento en listas

### Semanales
| Lista (2021)                              | Mejor posición |
| ----------------------------------------- | -------------- |
| Alemania (Official German Charts)         | 23             |
| Argentina (Argentina Hot 100)             | 52             |
| Australia (ARIA)                          | 6              |
| Canadá (Hot 100)                          | 10             |
| Corea del Sur (Gaon)                      | 2              |
| Corea del Sur (K-pop Hot 100)             | 1              |
| Ecuador (Monitor Latino Anglo)            | 3              |
| Eslovaquia (Singles Digitál Top 100)      | 26             |
| Francia (SNEP)                            | 70             |
| Estados Unidos (Billboard Hot 100)        | 1              |
| Global 200 (Billboard)                    | 1              |
| Global Excl. U.S. (Billboard)             | 1              |
| India (IMI)                               | 1              |
| Irlanda (IRMA)                            | 17             |
| Italia (FIMI)                             | 67             |
| Japón (Japan Hot 100)                     | 2              |
| Japón (Oricon Digital Singles)            | 1              |
| Lituania (AGATA)                          | 16             |
| Nueva Zelanda (Recorded Music NZ)         | 8              |
| Países Bajos (Mega Single Top 100)        | 62             |
| Reino Unido (OCC)                         | 6              |
| República Checa (Singles Digitál Top 100) | 25             |
| Singapur (RIAS)                           | 1              |
| Suecia (Sverigetopplistan)                | 91             |
| Suiza (Schweizer Hitparade)               | 23             |

## Certificaciones y ventas
| Japón (RIAJ) | Oro     | 100 000     |
| Streaming    |         |             |
| Japón (RIAJ) | Platino | 100 000 000 |

## Créditos y personal
- BTS: voces principales
- Ed Sheeran: composición
- Johnny McDaid: composición
- Steve Mac: composición, producción
- Jenna Andrews: composición, producción
- Stephen Kirk: producción

## Historial de lanzamiento
| País   | Fecha               | Formato                                     | Versión   | Sello         | Ref.   |
| ------ | ------------------- | ------------------------------------------- | --------- | ------------- | ------ |
| Varios | 9 de julio de 2021  | Sencillo en CD, descarga digital, streaming | Original  | Big Hit, Sony | [ 1 ]  |
| Varios | 23 de julio de 2021 | Descarga digital, streaming                 | R&B Remix | Big Hit       | [ 50 ] |